# 星図

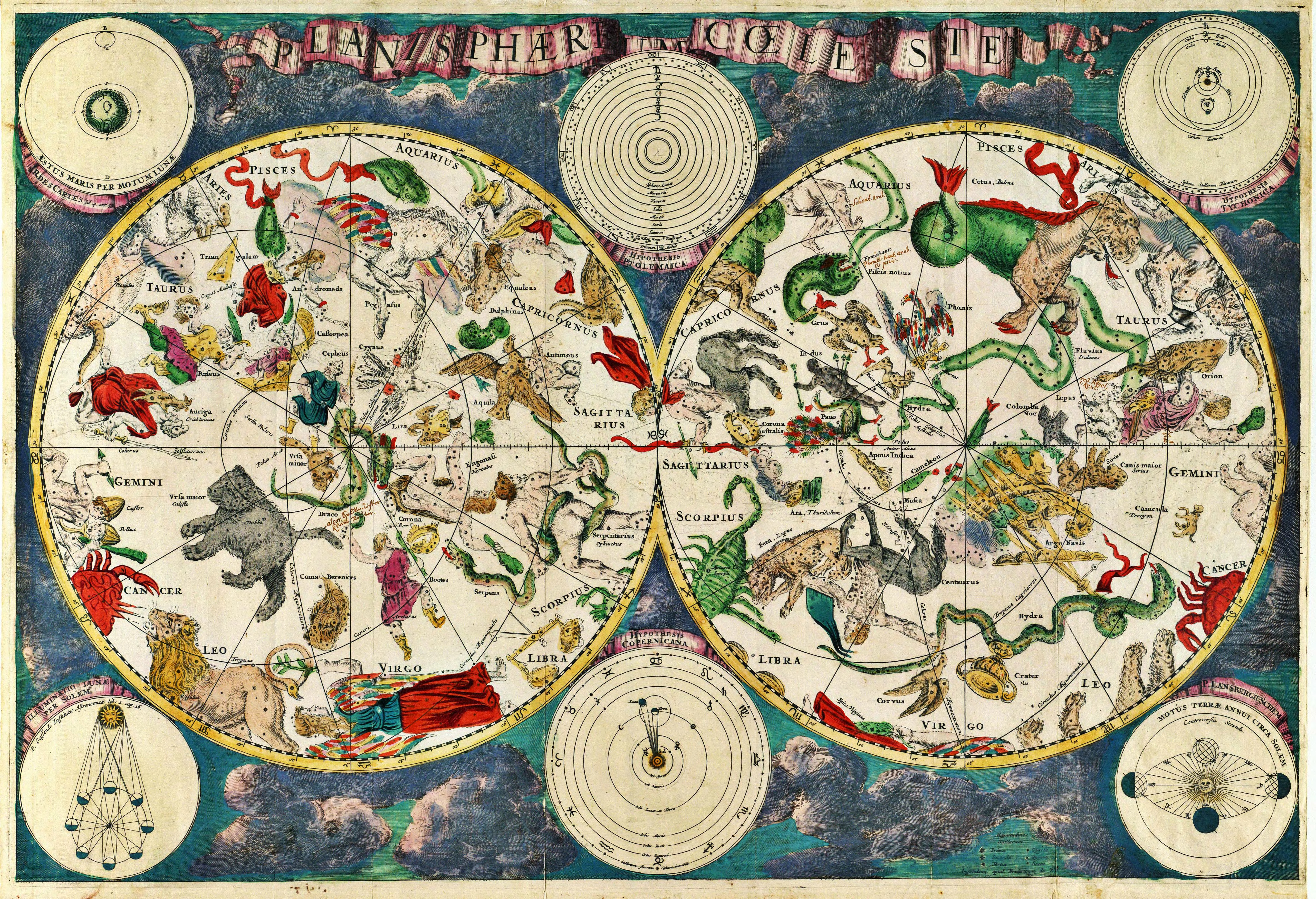
"Planisphærium cœleste "
オランダ人地図学者フレデリク・デ・ウィットの手になる“天空地図”。1670年製。

星図（せいず、英: star chart）とは、天球上での恒星・星団・星雲・銀河などといった天体の、位置と明るさ（視等級）を平面に記した図（図表や地図）、あるいは、それらを適当な投影法によって図示したもの。ただ、太陽系天体（月・惑星・小惑星など）は、天球上で位置を大きく変えるため、含まないのが通常。天体名や星座名の有無は問わない。
他の名称については後述する。

## 名称
現代日本語では、学術的にも一般的にも星図（せいず、歴史的仮名遣：せいづ）と呼ぶのが通例であるが、天体図（てんたいず）、恒星図（こうせいず）という名称も見られる。「星図」に相当する古代の古語は見られない。
同じ漢字文化圏の中国語では、星圖（簡体字: 星图）、あるいは、天體圖（簡体字: 天体图）という。古くは『後漢書』巻92「律暦志 中」に「星圖」の記述があり、日本では室町時代の桃源瑞仙『史記抄』（1477年成立）巻3に「かくしけつしんとて星図があるぞ」とある。
英語では star chart （日本語音写例〈以下同様〉：スター チャート）というほか、star map （スター マップ）、sky map （スカイ マップ）、star atlass （スター アトラス）、astronomical map （アストロノミカル マップ）、celestial map （セレスチャル マップ cf. 用例）など、様々な名称が用いられている。なお、いずれも外来語化（カタカナ語の定着）は確認できない。

## 歴史
古くは星宿として、日本のキトラ古墳（現存する最も古い日本の星図）・中国の舞踏塚古墳等、中国・朝鮮半島・日本の墳墓にも描かれていた。日本では江戸時代までは中国星図という星図が使われていた。ヨーロッパでも、天文学の発展に伴って様々な星図が制作されたが、芸術的な面は次第に消えていった。
天文学の発達により、恒星のカタログ化（cf. 天体カタログ）が行なわれており、恒星の性質を編纂した星表とともに天文学で利用され、現在でも、星図は、複数の天体の位置関係からどの方向に肉眼ないし天体望遠鏡を向ければ所定の恒星が観測できるかを知るための「地図」として利用されている（後述）。天文の専門分野では、天球を撮影した写真を組み合わせた「写真星図」も利用されている。ほかにも、パソコンで動作させて閲覧するための、アプリケーションソフトウェア（データとセットになった一種のデータベース）化された星図も見られる。
星図とは、古くは肉眼視できる星を位置と明るさで図示するもの、現在では、実視（光学的手段で視る）できる太陽系外の天体などを位置と明るさで図示するものであるが、古来、星図の発達にはしばしば季節を的確に把握するための暦としての役割があった。農耕社会では、季節の移り変わりで所定の農作物を栽培し始める目安として星図が有用であった。他方、海洋民族（漁撈や海運を主業とする民族）は、海流や潮汐の周期的変化が季節に連動していることを古くから知っており、仕事を滞りなく行い、あるいはまた、大きな成果を挙げるのには、季節の移り変わりをできるだけ正確に把握することが重要であり、星図が有用であった。

### 星図と神秘主義
古来、星図は神秘主義と強く結び付き、占星術を始めとする占いに大いに利用されてきた。季節の移り変わりが人間社会の営みに多大な影響を与えているという実感を素に、古代の人々をして、ある時期の天体の配置と変化が未来の細部までもを決定しているという概念が生み出された。実際問題としては不可知な未来を、それでも何とかして予知したいというのは、人間に普遍の望みであるがゆえ、星図に記された星座の位置関係から連想を含む想像力を逞しく発揮させることになった。この方向性では、星図から派生したホロスコープによって未来を予知できると考えられるようになった。ホロスコープは、後世の天文学における星図とは違い、天体の目に見える位置関係を示したものではなく、神秘主義の観点からその関係性を示すものになっている。

### 星図と天文学
コペルニクスの地動説が世に認められるようになるまでは、占星術と天文学の歩みは同じであった。生活実感として納得できる天動説を離れ、論理的に理解するしかない地動説が市井の人々に受け入れられつつあった時代、神秘主義と共にある占星術を母胎として天文学が徐々に分化し始め、神秘主義には無い自然科学的思想をもって発達し始めた。星図は、天文学においても、この学問分野の発達と連携する形で数を増やしていった。そういった流れのなかで、天体配置の記録という元来の役割を保持する一方で、星図は個々の星々に人々が関心を寄せるきっかけにもなった。
「天体は天球の屋根に張り付いたように存在し、あるいは天球に沿って移動するもの」という原始以来の世界観・宇宙観を信じて疑わなかった時代や、疑いつつも捨てられなかった時代、天球の星々の配置と移動の法則を無視するように不規則移動する一部の星々は、星図を作ろうとする観測者にとって悩ましい存在であった（cf. 順行・逆行、惑星・遊星という呼称の由来）。謎が解き明かされたのちを生きる我々と違って「太陽系」および「太陽系内の天体」という概念が無いのでは、それは理解しようの無い事象であった。また、1年から数十年周期で観測した程度ではその周期性に気付けるものではなかった。しかしそれでも古代から連綿と続く幾世代にもわたる観測者たちの記録によって星図内にその運行の周期性が見出されるようになり、それらの記録から、ニコラウス・コペルニクスやティコ・ブラーエ、ガリレオ・ガリレイ、ヨハネス・ケプラーなどの研究へと引き継がれ、その分野は天体物理学へと発展していった。こういった星図のなかには彗星など人間の寿命より長い周期で観測される天体現象が記録されている場合もあり、過去の星図の調査から彗星の軌道要素が割り出されたケースも多い。

## 用途
現在では、天文学やアマチュア天体観測などで広く使われている。星座早見盤は安価でかつ初心者にも分かりやすい反面、天体の正確な位置や暗い天体を調べるのに適していないことから、天体望遠鏡を扱う者は星図を用いることが多い。

## ギャラリー

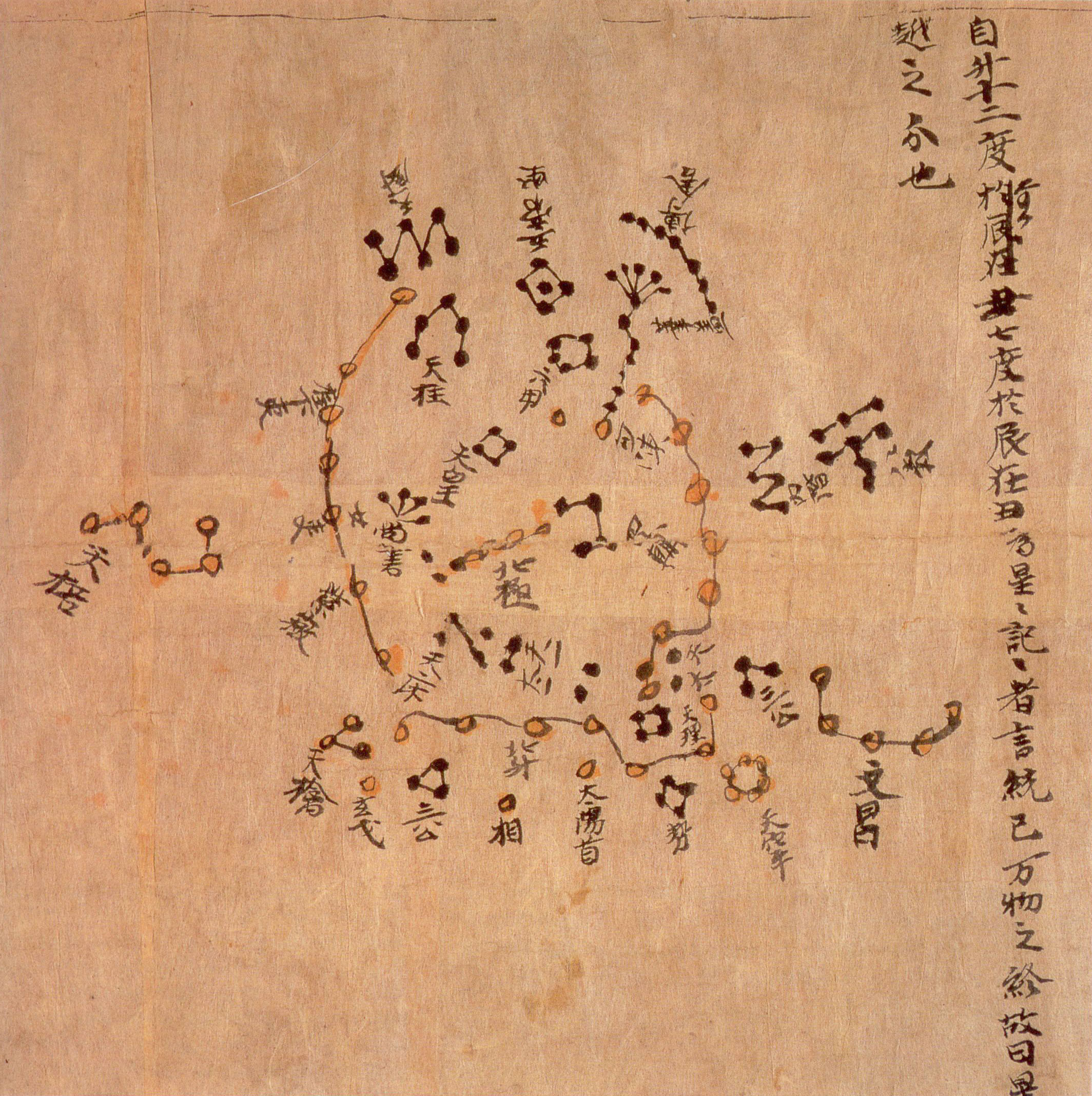
敦煌星図（英語版）[12]／唐代中国が中宗治世（705-710年）下にあった時代に作られた星図。敦煌文献の一つとして1900年に発見された。画像は北極区（北極星を中心とする北天の一区）の図。
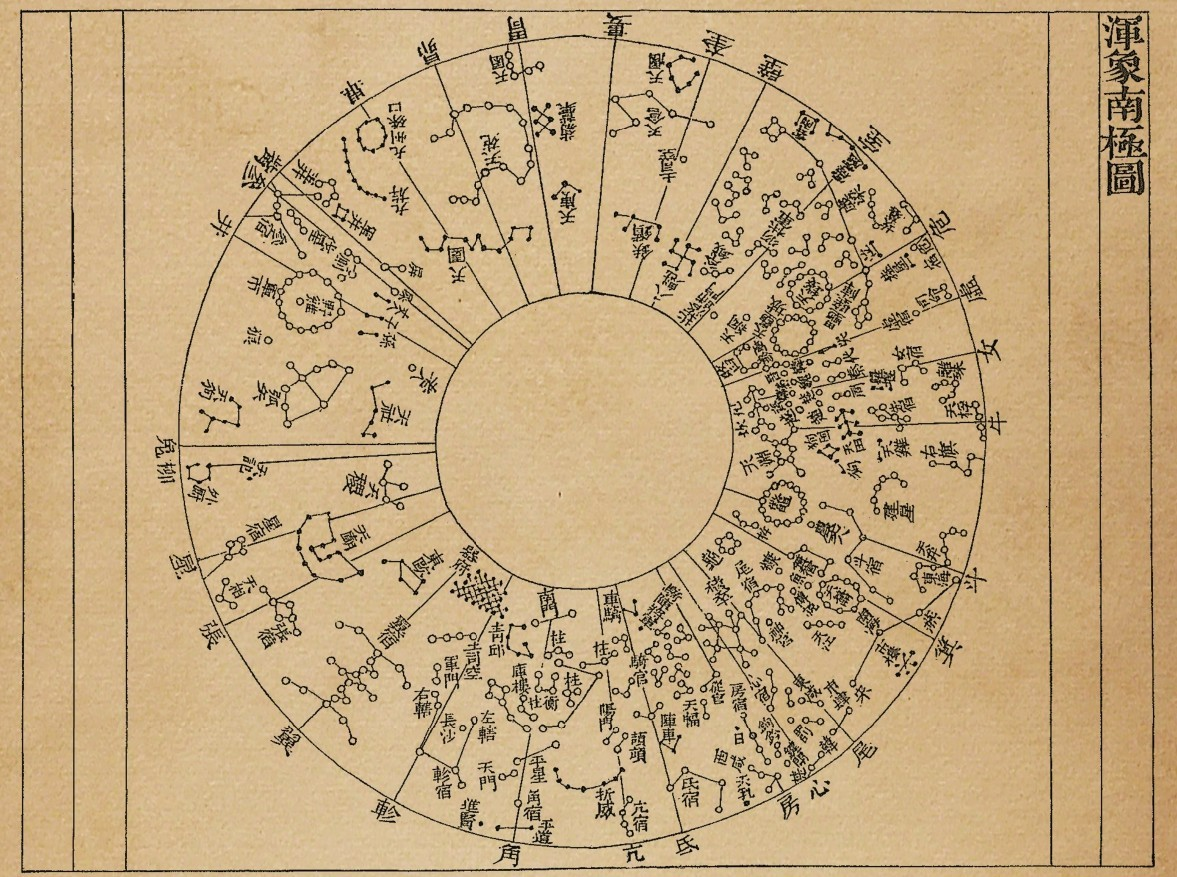
北宋代中国の科学者・蘇頌の撰書として1092年に出版された『新儀象法要』に所収の「渾象南極図」／南極まわりの極座標による星図が記されている。
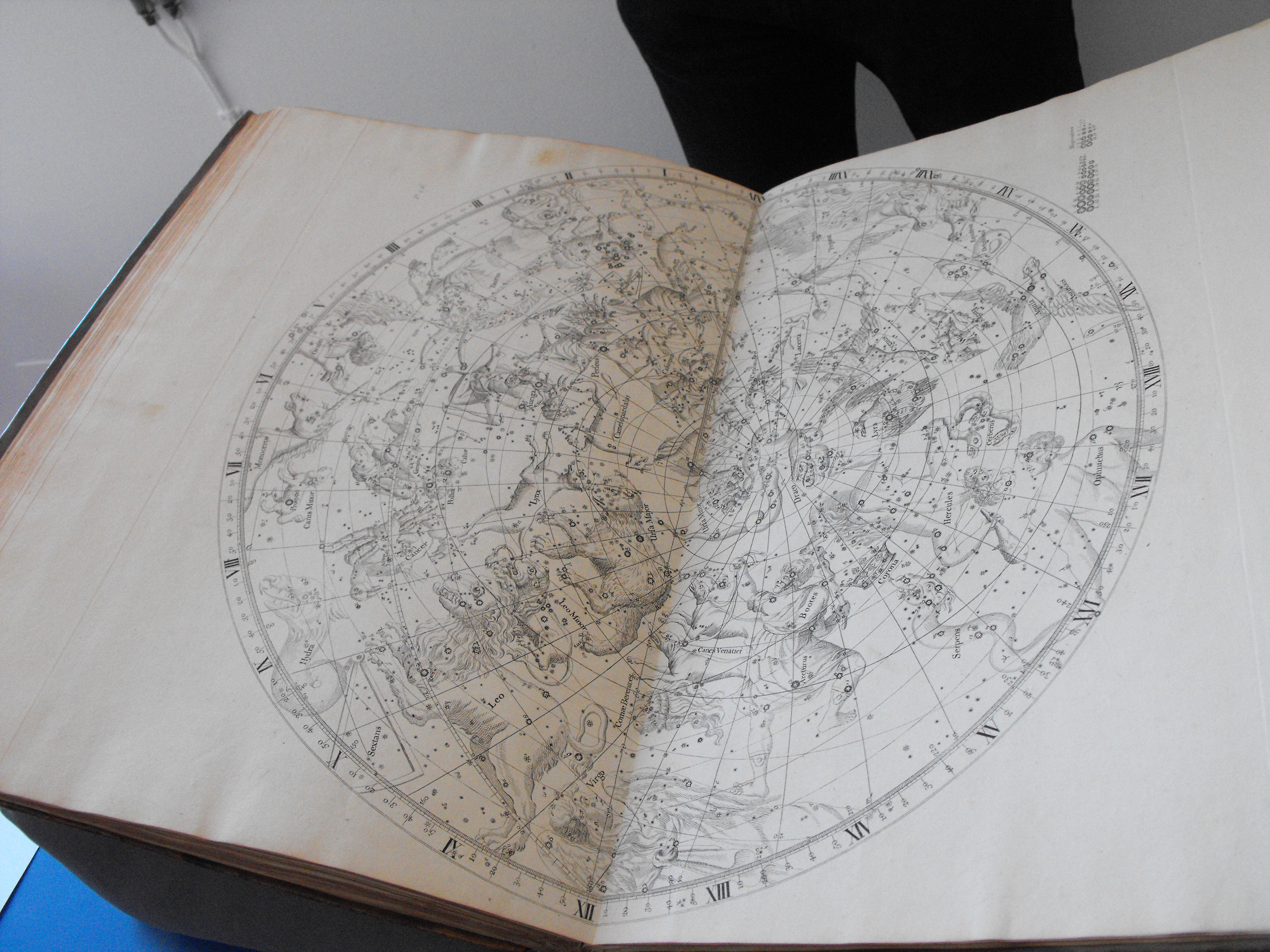
ジョン・フラムスティード（イギリスの王室天文官）の『天球図譜』／世界初の本格的星図とされる[4]。ほぼ6等星まで収めている[4]。画像は第2版（1753年刊）。
1kpc 3DCG スターマップ 銀河円盤を立体的に捉えた21世紀初頭の星図の一例。二次元の制限を受けない、このような星図も作られるようになった。
全天型写真星図データベース「デジタイズド・スカイ・サーベイ (DSS)」のデータから作成されたイータカリーナ星雲の画像。写真星図では、従来の星図における表現要素がすべて写真を基にしたデジタル画像に置き換えられている。
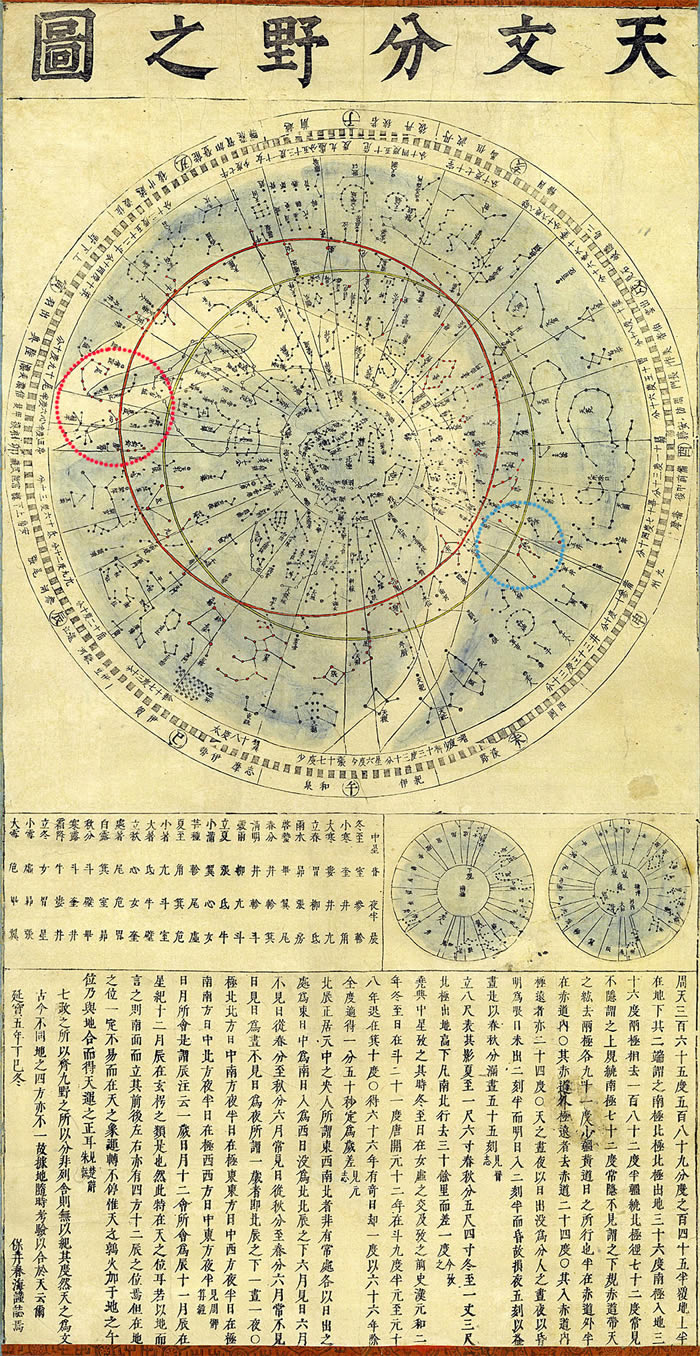
1677年（延宝5年）に作成された「天文分野之図」[13]。